# Miss Uruguai

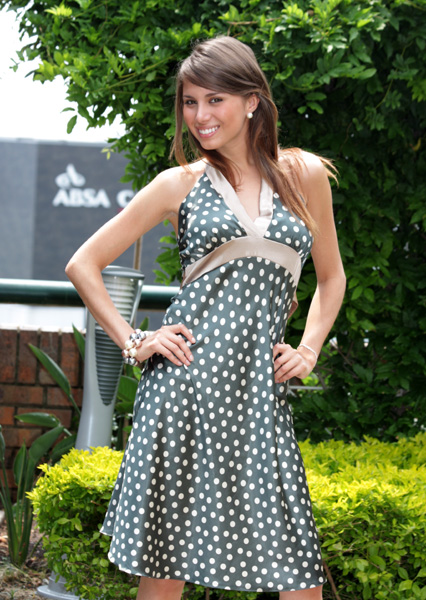
Miss Uruguai 2008 Fatimih Davila durante o Miss Mundo 2008

Miss Uruguai (ou Miss Universo Uruguai) é um concurso de beleza feminino realizado desde 1952 onde escolhem as melhores representantes do país para o Miss Universo, Miss Mundo, Miss Internacional e entre outros concursos internacionais.
A melhor classificação do país espanhol no concurso de Miss Universo, foi em 1985 com o 5º. Lugar obtido por Andrea López.

## Vencedoras
| Ano  | Miss Uruguai               | Cidade         | Colocação              |
| 1952 | Gladys Fajardo             |                | Semifinalista (Top 10) |
| 1953 | Alícia Ibáñez              |                |                        |
| 1954 | Ana Moreno                 |                | Semifinalista (Top 16) |
| 1955 | Inge Hoffmann              |                |                        |
| 1956 | Titina Aguirre             |                |                        |
| 1957 | Gabriela Pascal            |                |                        |
| 1958 | Irene Augustyniak          |                |                        |
| 1959 | Claudia Bernat             |                |                        |
| 1960 | Iris Teresa Ubal Cabrera   |                |                        |
| 1961 | Susanna Lausorog Ferrari   |                |                        |
| 1962 | Nelly Pettersen Vasigaluz  |                |                        |
| 1963 | Graciela Pintos            |                |                        |
| 1964 | Delia Babiak               |                |                        |
| 1965 | Sónia Gorbaran             |                |                        |
| 1967 | Mayela Martinéz            |                |                        |
| 1968 | Graciela Minarrieta        |                |                        |
| 1969 | Julia Moller               |                |                        |
| 1970 | Renee Buncristiand         |                |                        |
| 1971 | Alba Techira               |                |                        |
| 1972 | Christina Moller           |                |                        |
| 1973 | Yolanda Ferrari            |                |                        |
| 1974 | Mirta Rodriguéz            |                |                        |
| 1975 | Evelyn Rodriguez           |                |                        |
| 1976 | Leila Luisa Vinas Martinez |                |                        |
| 1977 | Adriana Umpierre Escudero  |                |                        |
| 1978 | María del Carmen da Rosa   |                |                        |
| 1979 | Elizabeth Busti            |                |                        |
| 1980 | Beatriz Antuñez            |                |                        |
| 1981 | Dianne Anchorena           |                |                        |
| 1982 | Beatríz Abavián            |                | Semifinalista (Top 12) |
| 1983 | Maria Beltrán              |                |                        |
| 1984 | Yissa Pronzatti            |                |                        |
| 1985 | Andrea López               |                | 5º. Lugar              |
| 1986 | Norma García               |                |                        |
| 1987 | María Zangaro              |                |                        |
| 1988 | Carla Trombotti            |                |                        |
| 1989 | Carolina Pies              |                |                        |
| 1990 | Ondina Pérez               |                |                        |
| 1991 | Adriana Comas              |                |                        |
| 1992 | Gabriela Escobar           |                |                        |
| 1993 | Fernanda Navarro           |                |                        |
| 1994 | Leonora Dibueno            |                |                        |
| 1995 | Sandra Znidaric            |                |                        |
| 1996 | Adriana Maidana            |                |                        |
| 1997 | Adriana Cano               |                |                        |
| 1998 | Virginia Russo             |                |                        |
| 1999 | Veronica Gonzales          |                |                        |
| 2000 | Giovanna Piazza            |                |                        |
| 2001 | Carla Piaggio              |                |                        |
| 2002 | Fiorella Fleitas           |                |                        |
| 2004 | Nicole Dupont              | Florida        |                        |
| 2005 | Viviana Arena              | Salto          |                        |
| 2006 | Fatimih Dávila             | Maldonado      |                        |
| 2007 | Giannina Silva             | Artigas        |                        |
| 2008 | Paula Díaz                 | Canelones      |                        |
| 2009 | Cinthia Dottone            | Colonia        |                        |
| 2010 | Stephany Ortega            | Rocha          |                        |
| 2011 | Fernanda Seminóis          | Montevideo     |                        |
| 2012 | Camila Vezzoso             | Artigas        |                        |
| 2013 | Micaela Orsi               | Colonia        |                        |
| 2014 | Johana Riva                | Montevideo     |                        |
| 2015 | Bianca Sánchez             | Montevideo     |                        |
| 2016 | Magdalena Cohendet         | Artigas        |                        |
| 2017 | Marisol Acosta             | Canelones      |                        |
| 2018 | Sofía Marrero              | Montevideo     |                        |
| 2019 | Fiona Tenuta               | Punta del Este |                        |